# Dyskografia Hanny Skarżanki
Solowa dyskografia Hanny Skarżanki, polskiej aktorki teatralnej, filmowej, telewizyjnej i piosenkarki obejmuje jeden album studyjny, jeden album kompilacyjny, jeden minialbum, oraz dwa single w postaci płyt szelakowych. 

## Albumy studyjne
| Rok  | Dane dot. albumu                                                              | Numer katalogowy |
| ---- | ----------------------------------------------------------------------------- | ---------------- |
| 1958 | Piosenki o miłości - Wydawca: Polskie Nagrania, Pronit - Format: LP (10 cali) | Muza L 0226      |

## Albumy kompilacyjne
| Rok  | Dane dot. albumu                                                                                  | Numer katalogowy                                    |
| ---- | ------------------------------------------------------------------------------------------------- | --------------------------------------------------- |
| 2002 | Złota kolekcja: Portret muzyczny - Szafirowa romanza - Wydawca: EMI Music Poland - Format: CD, MC | Pomaton 7243 5 37734 4 1 / Pomaton 7243 5 37734 2 7 |

## Minialbumy
| Rok  | Dane dot. albumu                                         | Numer katalogowy |
| ---- | -------------------------------------------------------- | ---------------- |
| 1960 | Hanna Skarżanka - Wydawca: Veriton - Format: EP (7 cali) | Veriton 266      |

## Single (płyty szelakowe)
| Rok  | Dane dot. albumu                                                                                        | Numer katalogowy        |
| ---- | --- | ----------------------- |
| 1958 | Hanna Skarżanka (singiel) - Wydawca: Polskie Nagrania - Format: płyta szelakowa (78 obr./min)           | Muza 3284               |
| 1958 | Hanna Skarżanka 2 (singiel) - Wydawca: Polskie Nagrania, Pronit - Format: płyta szelakowa (78 obr./min) | Muza 3285 / Pronit 3285 |